# いちい

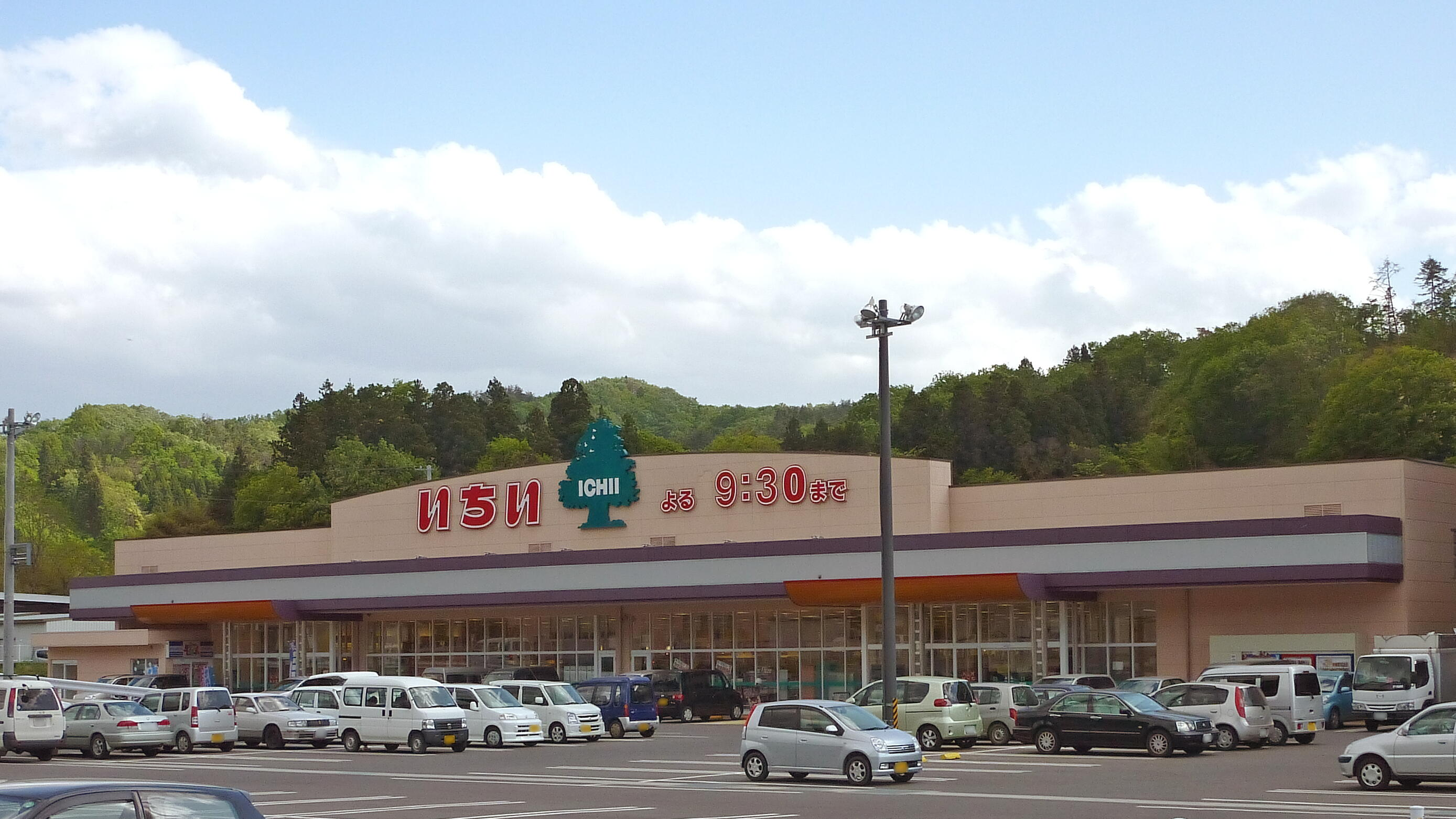
いちい川俣店

株式会社いちいは、福島県福島市に本社を置く、食料品を主体としたスーパーマーケットチェーンの運営会社である。
福島県内において、「スーパーマーケットいちい」を福島市を中心としたドミナント志向出店で展開。平成12年には須賀川市に1店開店し県中地区に進出した他、「フォーズマーケット」や「ICHII’Sロシナンテ」と言った派生店舗も展開している。
また、ペットショップのペッツマムを3店舗展開している他、移動スーパーとくし丸、まいどおおきに食堂とモスバーガーのフランチャイズ出店事業も行っている。

## 特徴
福島市を中心に、長年培った信用は着実に根付いており、楽天Edy付夢カードは、福島市民の7割が会員である。またトレーサビリティ安心素材検索システムを導入しており、「生産地から食卓まで」の過程を正確に伝えている。

## 沿革
- 1892年（明治25年）4月 - 「海産物商」として創業。
- 1959年（昭和34年）1月 - いちい庭坂店を開店。
- 1969年（昭和44年）9月 - 「株式会社いちい伊藤商店」に改組する。
- 1973年（昭和48年）7月 - 「株式会社いちい」に社名変更。
- 1982年（昭和57年）5月 - 本社を福島市御山に移転する。
- 1988年（昭和63年）7月 - モスバーガー鎌田店を開店しモスバーガーのフランチャイズ事業を開始。
- 1994年（平成6年）9月 - 大型店舗パワーデポ食品館、スーパードラッグ&リカーズ館を同時開店[3]。
- 1999年（平成11年）7月 - ペットショップペッツマム南福島店を開店しペットショップ事業を開始。
- 2000年（平成12年）3月 - 本社及び物流センターを現在地に移転。
- 2000年（平成12年）11月 - いちい須賀川東店を開店し、県中地区に進出。
- 2004年（平成16年）4月 - まいどおおきに食堂東北エリア本部開設。
- 2006年（平成18年）3月 - モスバーガー須賀川東店をロックタウン須賀川（現・イオンタウン須賀川）へテナント出店する。
- 2007年（平成19年）5月 - 宮城県に「まいどおおきに食堂仙台中野店」を開店する。
- 2009年（平成21年）9月15日 - いちいネットスーパー、ネット急便がオープンする。
- 2013年（平成25年）12月 - 東日本大震災の影響で閉店したいちい山下店の跡地にフォーズマーケットを開店。
- 2014年（平成26年）10月 - 移動スーパーとくし丸の運営開始。
- 2018年（平成30年）9月 - 県中地区をメインに「スーパー鎌倉屋」を運営する株式会社鎌倉屋と業務資本提携[4]。
- 2019年（平成31年）3月 - 電子マネー楽天Edy付夢カードを全店舗に導入。
- 2020年（令和2年）4月 - ドン・キホーテ福島店の地下にICHII’Sロシナンテを開店
- 2020年（令和2年）12月15日 - 中合福島店が入居していた辰巳屋ビルの1階に「いちい街なか店」を期間限定出店（2022年（令和4年）2月28日閉店）

## 関連会社
- 株式会社鎌倉屋 - 県中地区をメインに「スーパー鎌倉屋」を運営。